# Christine Young
Christine Young är en amerikansk grävande journalist och prisbelönt författare. Hon gav 2005 ut boken A Bitter Brew: Faith, Power and Poison in a Small New England Town, som dokumenterar det största kriminalfallet med arsenikförgiftning i USA:s historia, som inträffade 2003 i en församling i New Sweden, Maine.

## Utmärkelser
Young har bland annat mottagit New York State Associated Press Association writing award, Sigma Delta Chi Award for Investigative Reporting, Online News Association's Online Journalism Award och Excellence in Criminal Justice Reporting Award.